# Karan Johar

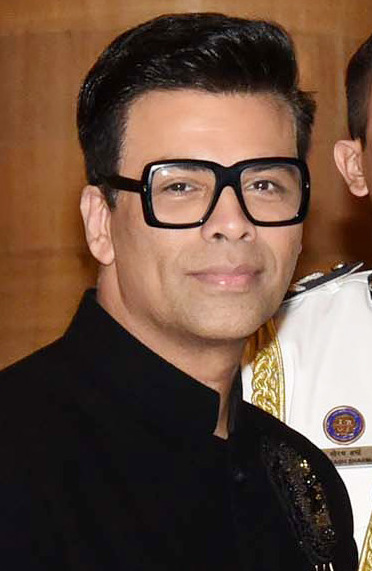
Karan Johar, 2021

Karan Johar (Hindi: करण जौहर, * 25. Mai 1972 in Bombay, Maharashtra) ist ein indischer Filmregisseur und Produzent. Er ist der Sohn von Yash Johar und leitet nach seinem Tod die Produktionsfirma Dharma Productions weiter, unter der er bereits mehrere erfolgreiche Filme gedreht und produziert hat.

## Karriere
Karan Johar begann als Regieassistent und Nebendarsteller bei Aditya Chopras erfolgreichem Film Dilwale Dulhania Le Jayenge und war auch für die Kostüme von Shah Rukh Khan zuständig. Während des Drehs freundete er sich mit Khan an. Kajol, die weibliche Hauptdarstellerin des Filmes, kannte er schon seit seinem 18. Lebensjahr.
Sein erster Film Kuch Kuch Hota Hai, bei dem er Regie führte und das Drehbuch schrieb, war der größte Blockbuster 1998 und gewann Filmfare Awards in allen wichtigen Kategorien. Shah Rukh Khan und Kajol aus Dilwale Dulhania Le Jayenge hatten ihn zu seinem ersten Projekt begleitet und spielten die Hauptrollen. Sein zweiter Film Kabhi Khushi Kabhie Gham kam in die Top 3 der britischen Kinohitliste. 2003 kam sein dritter Film Kal Ho Naa Ho in die Kinos. Diesmal führte nicht er Regie, sondern Nikhil Advani, der in Kuch Kuch Hota Hai sein Regieassistent war. Kal Ho Naa Ho war ein Novum für das Bollywood-Kino, denn er spielt komplett in New York. In allen drei Filmen spielen sowohl Shah Rukh Khan als auch Kajol und Rani Mukerji mit, obwohl die letzten beiden in Kal Ho Naa Ho nur Sekundenauftritte hatten.
Der vierte Film, den Karan Johar produzierte, war Kaal – Das Geheimnis des Dschungels, in dem Soham Shah Regie führte. Shah war bereits Regieassistent bei Kabhi Khushi Kabhie Gham. Shah Rukh Khan hatte nur einen kurzen Gastauftritt am Anfang des Filmes.
Johars nächster Film heißt Kabhi Alvida Naa Kehna, ebenfalls mit Shah Rukh Khan in der Hauptrolle und mit vielen Schauspielern aus seinen vorherigen Filmen, wie Rani Mukerji, Preity Zinta und Amitabh Bachchan.
Sein Film My Name Is Khan ist der erste globale Bollywood-Blockbuster und ist im Ausland einer der erfolgreichsten Bollywood-Filme aller Zeiten. Die Hauptrollen spielen Shah Rukh Khan und Kajol. Das Erfolgs-Trio arbeitet nach acht Jahren erstmals wieder zusammen nach Kabhi Khushi Kabhie Gham.
Im Jahr 2012 führte Johar erstmals in Student of the Year Regie, in dem die Newcomer Sidharth Malhotra, Alia Bhatt und Varun Dhawan mitspielen. Bhatts und Dhawans Familie sind in der Filmindustrie länger tätig.
Größtenteils konzentriert sich Johar zurzeit auf die Produktion von Filmen und weniger auf die Arbeit als Regisseur und Drehbuchautor. In seinen nächsten geplanten Filmen wird er wieder die Regieanweisungen geben.

## Filmographie

### Als Regisseur
- 1998: Und ganz plötzlich ist es Liebe... (Kuch Kuch Hota Hai)
- 2002: In guten wie in schweren Tagen (Kabhi Khushi Kabhie Gham)
- 2006: Bis dass das Glück uns scheidet (Kabhi Alvida Naa Kehna)
- 2010: My Name Is Khan
- 2012: Student of the Year
- 2013: Bombay Talkies
- 2016: Die Liebe ist eine schwierige Herzensangelegenheit (Ae Dil Hai Mushkil)

### Als Filmproduzent
- 2003: Kal Ho Naa Ho
- 2005: Kaal – Das Geheimnis des Dschungels
- 2006: Bis dass das Glück uns scheidet
- 2008: Dostana
- 2009: Kurbaan
- 2009: Wake Up Sid
- 2010: My Name Is Khan
- 2010: I Hate Luv Storys
- 2010: We Are Family
- 2012: Agneepath
- 2012: Ek Main Aur Ekk Tu
- 2012: Student of the Year
- 2013: Gippi
- 2013: Yeh Jawaani Hai Deewani
- 2014: Gori Tere Pyaar Mein
- 2014: Hasee Toh Phasee
- 2014: 2 States
- 2014: Humpty Sharma Ki Dulhania
- 2014: Ungli
- 2015: Shaandaar
- 2015: Brothers
- 2017: OK Jaanu
- 2019: Drive

### Als Schauspieler
- 1995: Dilwale Dulhania Le Jayenge
- 2006: Alag (Gastauftritt im Lied Alag)
- 2006: Kabhi Alvida Naa Kehna (Sekundenauftritt)
- 2007: Om Shanti Om (Gastauftritt)
- 2008: Fashion (Gastauftritt)
- 2015: Bombay Velvet

## Auszeichnungen
- Filmfare Award/Beste Regie für Kuch Kuch Hota Hai (1999)
- Star Screen Award/Beste Regie für Kuch Kuch Hota Hai (1999)
- Zee Cine Award/Beste Regie für Kuch Kuch Hota Hai
- Filmfare Award/Beste Regie für My Name Is Khan (2011)
- Zee Cine Award: Best Story: Karan Johar and Shibani Bhatija für My Name Is Khan (2011)